# Ormosia xylocarpa
Ormosia xylocarpa är en ärtväxtart som beskrevs av Elmer Drew Merrill och L.Chen. Ormosia xylocarpa ingår i släktet Ormosia och familjen ärtväxter. Inga underarter finns listade i Catalogue of Life.